# Waschhaus (Lagny-sur-Marne)
Koordinaten: 48° 52′ 40,3″ N, 2° 42′ 12,7″ O

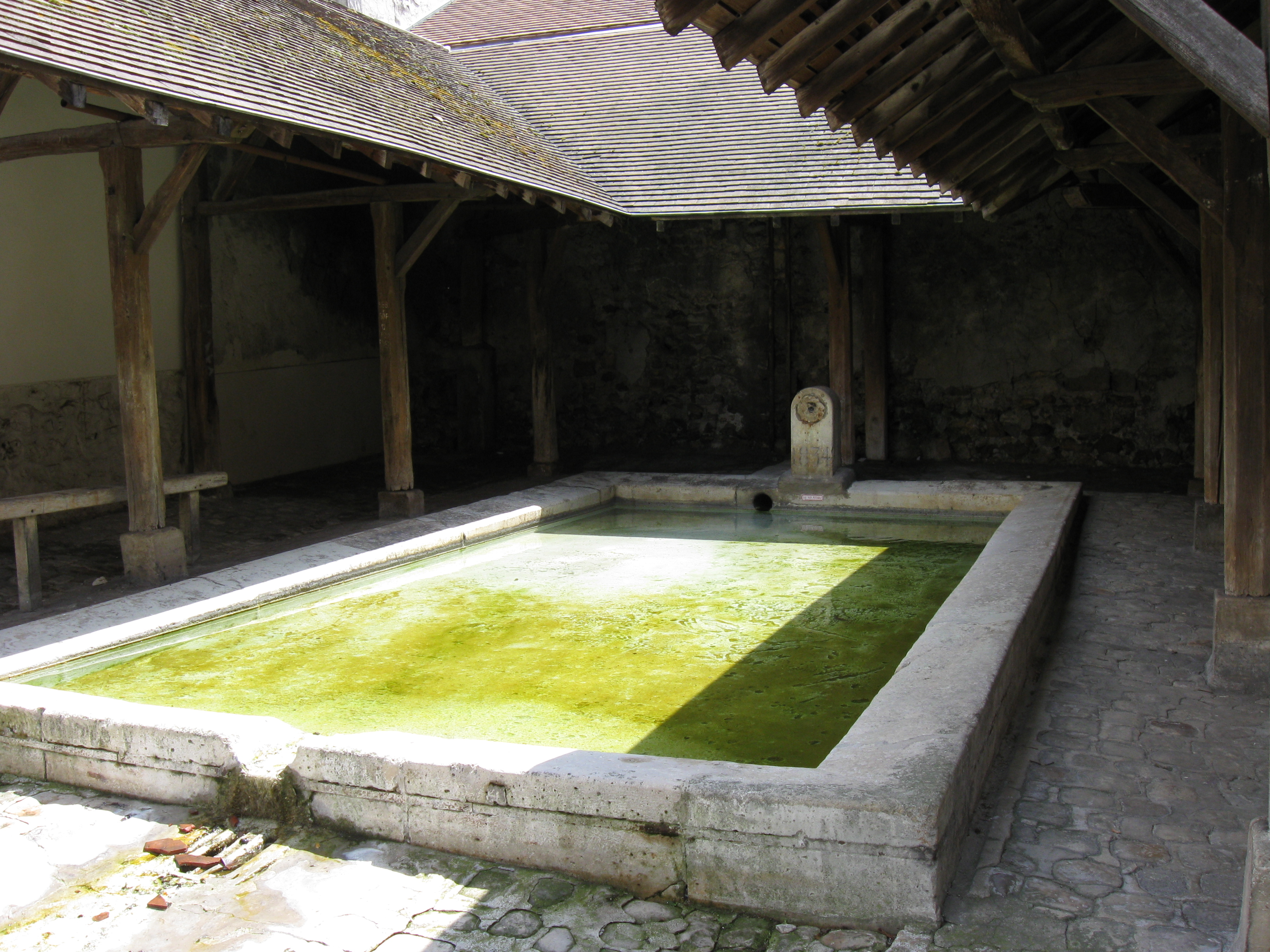
Waschhaus in Lagny-sur-Marne

Das Waschhaus (französisch lavoir) in Lagny-sur-Marne, einer französischen Gemeinde im Département Seine-et-Marne in der Region Île-de-France, wurde 1834 errichtet. Das Waschhaus steht an der Rue Saint-Paul. 
Das Waschhaus aus Bruchsteinmauerwerk ersetzte ein älteres Waschhaus an der Fontaine Saint-Fursy. Das Waschhaus besitzt an drei Seiten Pultdächer um ein rechteckiges Wasserbecken.